# Cordillera Central (Porto Rico)
La Cordillera Central (dallo spagnolo: Cordigliera Centrale) è la catena montuosa principale di Porto Rico, e si estende approssimativamente dalla costa orientale a quella occidentale dell'isola, dividendola in due parti, quella settentrionale, generalmente più umida e tropicale, e quella meridionale, generalmente più secca e arida.

## Montagne
Elenco delle principali montagne della Cordillera Central:
- Cerro de Punta (1.338 metri)
- Monte Jayuya (1.296 m)
- Cerro Rosa (1.267 m)
- Guilarte (1.205 m)
- Cerro Maravilla (1.182 m)
- Toro Negro (1.074 m)
- El Yunque (1.065 m)
- Pico Del Oeste (1.056 m)
- El Cacique (1.020 m)
- Tres Picachos (1.204 m)
- Mount Briton (937 m)
- La Mina (931 m)
- Las Tetas De Cayey